# Апухтіно
Апу́хтіно (рос. Апухтино, ерз. Апухтино) — село у складі Ічалківського району Мордовії, Росія. Входить до складу Оброчинського сільського поселення.

## Населення
Населення — 14 осіб (2010; 25 у 2002).
Національний склад (станом на 2002 рік):
- росіяни — 56 %
- ерзяни — 44 %